# Loch Alvie
Loch Alvie är en sjö i Storbritannien.   Den ligger i kommunen Highland och riksdelen Skottland, i den norra delen av landet, 700 km norr om huvudstaden London. Loch Alvie ligger 280 meter över havet.  I omgivningarna runt Loch Alvie växer i huvudsak blandskog.